# Jonny Nilsson
Erling Martin Jonny Nilsson (Filipstad, 9 februari 1943 – 22 juni 2022) was een Zweeds schaatser.

## Biografie
Nilsson nam van 1962 tot en met 1968 deel aan alle internationale kampioenschappen die in die periode werden georganiseerd; zeven keer aan zowel de Europese- en Wereldkampioenschappen (allround) en tweemaal aan de Olympische Winterspelen (in 1964 en 1968). Zijn grootste succes behaalde hij op het WK van 1963, toen hij wereldkampioen werd. 
Zijn tweede en laatste titel behaalde hij op de Winterspelen van 1964, toen hij op de 10.000 meter de olympische titel veroverde. 
In 1962 was hij de vierde schaatser en eerste Zweed die de Oscar Mathisen-trofee in ontvangst mocht nemen.
Nilsson was in Zweden zeer populair. Na zijn schaatsloopbaan presenteerde hij zijn eigen tv-show Jonnys Hörna (Jonny’s Hoek). In 1972 was hij een van de initiatiefnemers van de commerciële International Speed Skating League.
Hij leed al lange tijd aan prostaatkanker en overleed aan de gevolgen daarvan op 79-jarige leeftijd.

## Records

### Persoonlijke records
| Afstand      | Tijd    | Datum            | Baan      |
| ------------ | ------- | ---------------- | --------- |
| 500 meter    | 42,2    | 3 februari 1966  | Davos     |
| 1000 meter   | 1.33,1  | 19 januari 1969  | Göteborg  |
| 1500 meter   | 2.08,2  | 2 februari 1966  | Davos     |
| 3000 meter   | 4.27,6  | 23 maart 1963    | Tolga     |
| 5000 meter   | 7.32,9  | 15 februari 1968 | Grenoble  |
| 10.000 meter | 15.33,0 | 24 februari 1963 | Karuizawa |

### Wereldrecords
| Nr.  | Afstand                  | Tijd    | Datum            | Baan      |
| ---- | ------------------------ | ------- | ---------------- | --------- |
| jr1. | 10.000 meter (junioren)* | 16.29,4 | 18 februari 1962 | Moskou    |
| 1.   | 5000 meter               | 7.34,3  | 23 februari 1963 | Karuizawa |
| 2.   | 10.000 meter             | 15.33,0 | 24 januari 1963  | Karuizawa |
| 3.   | Grote vierkamp           | 178,447 | 24 februari 1963 | Karuizawa |
| 4.   | 3000 meter               | 4.27,6  | 23 maart 1963    | Tolga     |
| 5.   | 5000 meter               | 7.33,2  | 13 februari 1965 | Oslo      |

* = officieus wereldrecord

#### Wereldrecords laaglandbaan (officieus)
| Nr. | Afstand      | Tijd    | Datum            | Baan   |
| --- | ------------ | ------- | ---------------- | ------ |
| 1.  | 10.000 meter | 16.29,4 | 17 februari 1962 | Moskou |
| 2.  | 5000 meter   | 7.33,2  | 13 februari 1965 | Oslo   |

### Adelskalender
Van 24 februari 1963 tot 19 januari 1964 was Jonny Nilsson aanvoerder van de Adelskalender. Daarmee heeft hij 329 dagen aan de top van de lijst gestaan.
Hieronder staan de persoonlijke records (PR's) waarmee Jonny Nilsson aan de top van de Adelskalender kwam en de PR's die hij had staan toen hij van de eerste plek verdreven werd. Tevens zijn de gegevens weergegeven van de schaatsers die voor en na hem aan de top van de lijst stonden.
| Datum      | 500 m | 1500 m | 5000 m | 10.000 m | Punten  | Voorganger / Opvolger |
| ---------- | ----- | ------ | ------ | -------- | ------- | --------------------- |
| 27-01-1963 | 42,3  | 2.10,3 | 7.37,8 | 15.46,6  | 178,843 | Knut Johannesen       |
| 24-02-1963 | 43,0  | 2.10,1 | 7.34,3 | 15.33,0  | 178,447 |                       |
| 19-01-1964 | 42,3  | 2.09,4 | 7.37,8 | 15.42,9  | 178,358 | Knut Johannesen       |

## Resultaten
| Jaar | NK Allround | EK Allround | WK Allround | Olympische Spelen   |
| ---- | ----------- | ----------- | ----------- | ------------------- |
| 1962 |             | 15e         | 10e         |                     |
| 1963 | Zilver      | 7e          | Goud        |                     |
| 1964 | Goud        | 10e         | NS3         | 6e 5000m · 10.000m  |
| 1965 | Goud        | 11e         | 4e          |                     |
| 1966 | Goud        | 4e          | Brons       |                     |
| 1967 | Goud        | 13e         | NC20        |                     |
| 1968 | Zilver      | NS3         | 15e         | 7e 5000m 6e 10.000m |

NC20 = niet gekwalificeerd voor de laatste afstand, maar wel als 20e geklasseerd in de eindklassering
NS3 = niet gestart bij de derde afstand

### Medaillespiegel
| Kampioenschap     | Goud | Zilver | Brons |
| ----------------- | ---- | ------ | ----- |
| WK Allround       | 1    | 0      | 1     |
| Olympische Spelen | 1    | 0      | 0     |

Rudolf Ericson · Peder Østlund · Jaap Eden · Oscar Mathisen · Ivar Ballangrud · Michael Staksrud · Åke Seyffarth · Nikolaj Mamonov · Hjalmar Andersen · Boris Sjilkov · Dmitri Sakoenenko · Juhani Järvinen · Knut Johannesen · Jonny Nilsson · Per Ivar Moe · Eduard Matoesevitsj · Ard Schenk · Kees Verkerk · Magne Thomassen · Hans van Helden · Vladimir Lobanov · Jan Egil Storholt · Sergej Martsjoek · Vladimir Belov · Eric Heiden · Viktor Sjasjerin · Andrej Bobrov · Nikolaj Goeljajev · Michael Hadschieff · Eric Flaim · Johann Olav Koss · Falko Zandstra · Rintje Ritsma · Gianni Romme · Jochem Uytdehaage · Chad Hedrick · Sven Kramer · Shani Davis · Patrick Roest
1924: Julius Skutnabb ·
1928: afgelast ·
1932: Irving Jaffee ·
1936: Ivar Ballangrud ·
1948: Åke Seyffarth ·
1952: Hjalmar Andersen ·
1956: Sigge Ericsson ·
1960: Knut Johannesen ·
1964: Jonny Nilsson ·
1968: Johnny Höglin ·
1972: Ard Schenk ·
1976: Piet Kleine ·
1980: Eric Heiden ·
1984: Igor Malkov ·
1988: Tomas Gustafson ·
1992: Bart Veldkamp ·
1994: Johann Olav Koss ·
1998: Gianni Romme ·
2002: Jochem Uytdehaage ·
2006: Bob de Jong ·
2010: Lee Seung-hoon ·
2014: Jorrit Bergsma ·
2018: Ted-Jan Bloemen ·
2022: Nils van der Poel
- International Standard Name Identifier: 0000 0000 5202 9033
- Nederlandse Thesaurus van Auteursnamen: 29100668X
- LIBRIS: 274765
- Virtual International Authority File: 78760311
- WorldCat: E39PBJjMBjHYGbKVmHXMdKc3wC